# Plagithmysus superstes
Plagithmysus superstes là một loài bọ cánh cứng trong họ Cerambycidae.